# DarkSide (eksperyment)
DarkSide – międzynarodowy zespół naukowy, którego celem jest odkrycie ciemnej materii, przy założeniu że składa się ona z ciężkich i słabo oddziałujących cząstek elementarnych (WIMP). Zespół planuje w tym celu budowę serii coraz większych detektorów wypełnionych ciekłym argonem. Detektory te umieszczone będą w podziemnej części Narodowego Laboratorium Gran Sasso pod masywem Gran Sasso d’Italia we Włoszech.
W skład zespołu wchodzą naukowcy z USA, Włoch, Rosji, Polski, Ukrainy i Chin.

## Technika eksperymentalna
Eksperyment ma służyć poszukiwaniu przypadków zderzeń cząstek ciemnej materii z jądrami atomów argonu. Zderzenie takie spowoduje odrzut jądra z pędem kilkudziesięciu keV. Poruszające się w ciekłym argonie jądro spowoduje jonizację kolejnych atomów argonu. Jonizacja ta wykrywana jest na dwa sposoby: przez detekcję światła scyntylacyjnego i przez bezpośrednią detekcję elektronów. Elektrony, które nie zrekombinowały z jonami argonu, dryfują w wytworzonym w detektorze polu elektrycznym trafiając w końcu do obszaru z gazowym argonem, gdzie rozpędzone przez pole elektryczne wytwarzają wtórne scyntylacje. Niezależny pomiar liczby fotonów z pierwotnej scyntylacji i elektronów pozwala na wyznaczenie energii kinetycznej jądra i jednocześnie na odróżnienie przypadków tła – jonizacji wywołanej przez promieniotwórczość β lub γ. Zarazem pomiar miejsca detekcji elektronów i czasu ich dryfu pozwala na dokładne zlokalizowanie punktu oddziaływania w detektorze (na zasadzie komory projekcji czasowej).
Dla zminimalizowania tła od promieniowania kosmicznego i neutronów pochodzących z naturalnej promieniotwórczości skał, cały detektor będzie zamknięty w zbiorniku z ciekłym scyntylatorem, a ten z kolei w zbiorniku z wodą. Daje to możliwość zaobserwowania i odrzucenia przypadków, w których cząstka z zewnątrz mogła się dostać do detektora.
Naturalny argon zawiera niewielką domieszkę promieniotwórczego izotopu 39Ar. Izotop ten, o czasie połowicznego zaniku wynoszącym 269 lat produkowany jest w górnych warstwach atmosfery przez promieniowanie kosmiczne. Aby zredukować tło z tego źródła planowane jest użycie argonu ekstrahowanego z głębokich odwiertów, zawierającego sto razy mniej izotopu 39Ar niż argon atmosferyczny.

## Historia
Eksperyment został formalnie zaproponowany w roku 2008 przez grupę amerykańskich uczelni i laboratoriów. W roku 2011 uruchomiony został prototypowy detektor DarkSide-10, którego celem było przetestowanie koncepcji detektora, pomiary czułości i wielkości sygnału. Od listopada 2013 rozpoczęło się zbieranie danych przez detektor DarkSide-50, zawierający 50 kg ciekłego argonu. Detektor ten będzie zbierał dane przez co najmniej 3 lata. Jednocześnie planowana jest budowa większego detektora, o masie kilku ton.